# ポール・マリナー
ポール・マリナー（Paul Mariner, 1953年5月22日 - 2021年7月9日）は、イギリス、ランカシャー出身の元サッカー選手。1970年から80年代にかけて主にプリマス、イプスウィッチ、アーセナルとイングランド代表でセンターフォワードとしてプレーした。

## 1970年代
マリナーはリーグ非加盟のクラブ、チョーリーでアマチュア選手としてのキャリアをスタートさせ、1973年にプリマスと契約を結ぶ。
チョーリーで135試合56ゴールを記録し、名将ボビー・ロブソンの目に留まり220,000ポンド（当時）でイプスウィッチに移籍。この時、マリナーはウェストハムからも似たようなオファーを受けていたが、イプスウィッチを選択。
1976年9月にクラブでデビューをし、典型的な「9番」タイプの（ポストプレーが得意で点も取れる）選手としてチームに馴染む。マリナーは足下の技術も優れていたため、ターゲットマンとしての役割のみならず、再度に流れて起点になり、自らゴールを決めることもできた。
イプスウィッチでの活躍が認められ、入団から６ヶ月後に行われたイングランド対ルクセンブルクとの試合でサブとしてデビューを果たした。続く、イギリス選手権での北アイルランド戦ではスタメン出場したが、両試合とも得点を挙げることができず、続く6試合には招集されなかった。このシーズン、イプスウィッチはリーグ3位で終え、マリナーは28試合10ゴールという成績を残した。
その後マリナーの代表招集の声がかかったのは1978 FIFAワールドカップアルゼンチン大会予選でのルクセンブルク戦だった。絶対勝利が条件だったこの試合でマリナーは1ゴール挙げ、2-0の勝利に貢献。この時、代表にはマリナーの他にスチュアート・ピアソンやボブ・ラッチフォードといったターゲットマンが代表にいたが、監督のロン・グリーンウッドはその中でマリナーを好んで多く使っていた。
同じ時期、マリナーはクラブで複雑な心境だった。個人的には37試合で11ゴールを記録していたのだが、チームはリーグ18位と低迷していた。しかし、FAカップではウェンブリーでの決勝でアーセナルを1-0で破って優勝している。マリナーはこの試合でアーセナルディフェンスを翻弄する活躍をみせたこともあり、マン・オブ・ザ・マッチに選ばれた。
1979年は1年間通して代表に招集されなかったが、クラブでは33試合で13ゴールの活躍を見せた。マリナーの代表6キャップ目が刻まれたのは5キャップ目からちょうど2年が過ぎたウェールズとの試合だった。この試合でゴールを決め、チームは4-1で勝利を飾った。その後もUEFA欧州選手権1980イタリア大会前の親善試合でオーストラリア相手にゴールを決め、予選には不出場ながらも大会のメンバー入りを果たした。
本大会では緒戦のベルギーとの1-1で終わった試合には出場しなかったが、グループリーグの残りの2試合には途中出場—イタリアに負け、スペインには勝ったが、イングランドの敗退が決定。

## 1980年代
クラブと代表ともに好成績を残し、1980年にはイプスウィッチで41試合17ゴールを記録した。1982 FIFAワールドカップスペイン大会に向けイングランド代表は4-0でノルウェー相手に予選の初戦を飾り、その試合でマリナーは25メートルの距離からのミドルシュートを決めた。続くルーマニアと1-2で破れた試合には招集されなかった。1ヶ月後のスイス戦でグリーンウッドはマリナーを呼び戻し、この試合でマリナーが先制点を決め、チームも2-1で勝利を収めた。
1981年シーズン、その年36試合で13ゴールをマークしていたマリナーのイプスウィッチは3冠を目指して戦っていた。しかし、リーグではアストン・ヴィラに軍配があがり、FAカップでも準決勝でマンチェスター・シティに破れてた。
一方、UEFAカップではグループステージで2ゴールを決めサンテティエンヌと対戦する準々決勝まで導いた。そのファーストレグでは2ゴールを決め4-1の勝利をもたらし、続くセカンドレグでも1点を決めてチームは駒を進めた。その後も準決勝を順等に勝ち上がり、AZアルクマールとの決勝のファーストレグでも点を決め3-0で勝利をものにした。結局トータルスコア5-4で競り勝ち、優勝を経験した。数週間後、マリナーは代表に戻りワールドカップ予選を戦うが、スイスに敗れ、ハンガリーに辛勝し、ノルウェーに敗北を喫し、これによりイングランド代表のメジャー大会の3大会連続不出場が確実となった。
しかし、奇跡的に混戦したグループであった結果、最終戦でハンガリー相手に勝利を収めれば本大会に出場できる条件となった。その試合でマリナーはゴールを決めチームは1-0でハンガリーを破ることに成功した。同時にワールドカップ本大会出場も決まった。
続く数ヶ月は両アキレス腱の怪我によってプレー時間は限られ、クラブでは25試合で8ゴールに止まった。しかし、ワールドカップ前の親善試合5試合で4ゴールを記録した。本大会でも緒戦のフランス戦のスターティングメンバーに選ばれた。
その試合、ブライアン・ロブソンのゴールで2-1でリードしたイングランドは、さらにマリナーのだめ押しボレーで加点し3-1で勝利を飾った。このゴールで代表通算22試合11ゴールとし、1試合おきに1点という決定率を有した。さらに、このゴールで代表6試合連続ゴールとし、ジミー・グリーブスの記録に並んだ。
その後、大会中マリナーはゴールを奪えず、2試合連続のスコアレスドローで第2ラウンドでイングランド代表は姿を消した。
大会後、イプスウィッチで監督を務めていたロブソンが代表監督に就任し、UEFA欧州選手権1984フランス大会予選でもマリナーを使い続けた。
イングランド代表の予選での成績はふるわなかったが、マリナーはハンガリーとルクセンブルク相手に2試合連続ゴールを決めている―これが彼の13ゴール目、そして最後のゴールとなった。次に代表でプレーした時にはアーセナルの選手になっていた。ガナーズ（アーセナルの愛称）は1984年にマリナーをイプスウィッチから150,000ポンド（当時）で買い取っていた。既にマリナーは31歳だったが、アーセナルでは最後の15試合で7ゴールを記録した。しかし、年齢には勝てず、1984-85シーズンは41試合で9ゴールとふるわなかった。
マリナーはその後代表で2キャップを刻むが、マーク・ヘイトリーという長身だがスキルフルな選手にポジションを奪われることになる。ヘートリーはマリナーに替わって東ドイツとの親善試合に出場し、その次の1986 FIFAワールドカップメキシコ大会予選のルーマニア戦がマリナーの代表35試合目で最後の試合となった。
その頃クラブでは出場機会が減り、1985-86シーズンは9試合にとどまった。そして、1986年夏に新たにアーセナルに就任したジョージ・グラハムがマリナーをフリートランスファーで放出した（アーセナルでは通算80試合17ゴール）。マリナーはその後ポーツマスと契約し、2シーズンを過ごした。プロとしてキャリアを終えたのはナクサー・ライオンズ（15試合3ゴール）で、アマチュアクラブである地元のチョーリーとベリー・タウンFCに戻った。

## 1990年代から現在
引退後、マリナーはサッカー評論家としてBBC Radioで活動し、サッカー選手専門のマネジメント会社を立ち上げる。アメリカでAPSLのアルバニー・キャピトルズの監督を勧められるが、17試合に出場し、思わぬ復帰を果たす。選手としては1992までサンフランシスコ・ベイブラックホークスでプレーし（10試合出場）、再度引退。
その後、本格的な指導者の道を歩み、1993年にアメリカから少年サッカーコーチングに優れたクーバーコーチングをトム・バイヤーに紹介。日本のユース育成に一躍を担う。
一度母国のボルトン・スクールの監督を務めた後、アメリカに戻りS.C.デル・ソルでユースチームの監督を務め、ハーバード大学のアシスタントコーチを経験。その後ニューイングランド・レヴォリューションで、元リバプール/元スコットランド代表のスティーブ・ニコルのもとでアシスタントコーチを務めていた。
2021年7月9日に逝去。68歳没。

## 獲得タイトル

### 選手として
イプスウィッチ・タウンFC
- FAカップ：1回（1977-78）
- UEFAカップ：1回（1980-81）

個人
- プリマス・アーガイルFC年間最優秀選手：2回（1974-75、1975-76）
- プリマス・アーガイルFC世紀のベストイレブン
- フットボールリーグディビジョン1PFA年間最優秀選手：1回（1980-81）
- イプスウィッチ・タウンFC年間最優秀選手：1回（1982-83）
- イプスウィッチ・タウンFC殿堂（2011）